# استنلی را
استنلی را (انگلیسی: Stanley Rauh؛ ۲۸ مارس ۱۸۹۸ – ۱۲ سپتامبر ۱۹۷۹) نویسنده اهل ایالات متحده آمریکا بود.
از فیلم‌هایی که وی در آن‌ها نقش داشته‌است، می‌توان به به شکار ارواح می‌رویم اشاره نمود.